# Bates dvärgantilop
Bates dvärgantilop (Neotragus batesi) är den näst minsta av världens antiloparter. Den hör hemma främst i regnskogarna i Nigeria, Kamerun, Gabon, Kongo-Brazzaville, Kongo-Kinshasa och Uganda.

## Utseende
Bates dvärgantilop är något större än guinea dvärgantilopen men de påminner väldigt mycket om varandra. De har en kort hals, svans, en krum rygg, smala ben och stora ögon. Färgen är rödbrun och de har en vit mage. Det är endast hanen som har horn som kan bli mellan 2 och 4 centimeter långa. Antilopen har en mankhöjd på mellan 25 och 32 centimeter och den kan väga 3 kilogram.

## Levnadssätt

### Socialt beteende
Bates dvärgantilop är aktiv främst i skymningen och på nätterna. Den söker föda och hävdar revir parvis men ibland om det finns rikligt med föda kan flera par äta tillsammans. Deras diet består främst av löv, skott, knoppar, frön, fallfrukt och svamp.

### Fortplantning
Mycket om bates dvärgantilop fortplantning är okänt, men man vet att de får en kalv som brukar födas i november. Kalven diar i ungefär två månader. En Bates dvärgantilop har en livslängd på runt 6 år.

### Predatorer
Alla stora och medelstora rovdjur kan tänka sig att slå en bates dvärgantilop.